# Saint-Paul-lès-Monestier
Saint-Paul-lès-Monestier é uma comuna francesa na região administrativa de Auvérnia-Ródano-Alpes, no departamento de Isère.